# Ємельяненко Максим Олександрович
Макси́м Олекса́ндрович Ємелья́ненко (30 червня 1983) — військовий моряк російського походження, до 2014 року — капітан III рангу Військово-Морських Сил ЗС України, командир корвета «Тернопіль». Під час Кримської кризи зрадив присягу та перейшов на бік Російської Федерації.

## Життєпис
Максим Ємельяненко закінчив Севастопольський військово-морський інститут імені П. С. Нахімова у 2005 році. Певний час служив вахтовим офіцером на «Гетьмані Сагайдачному». Був командиром мінно-торпедної команди на корветі «Вінниця», після чого повернувся до команди «Сагайдачного» на цю ж позицію. Проходив стажування на борту морського тральника-шукача ВМС Бельгії «Астер». З 2012 року був командиром корвета «Луцьк», допоки на початку 2014 року не очолив корвет «Тернопіль».
3 березня 2014 року, після початку українсько-російського конфлікту в АР Крим, військовослужбовці Чорноморського флоту Росії намагалися примусити здатися команду військового корвета «Тернопіль». На ультиматум, що оголосив його особисто командувач ЧФ РФ віце-адмірал Олександр Вітко, командир «Тернополя» капітан III рангу Максим Ємельяненко відповів: «Русские не сдаются!» (укр. Росіяни не здаються!). Здивований адмірал перепитав Ємельяненка чи справді той є росіянином, на що капітан відповів ствердно, однак зазначив, що давав присягу на вірність українському народу й порушувати її не збирається. Після відмови здатися екіпаж корабля опинився повністю відрізаним від суходолу, через що моряки не могли отримати на борт навіть харчування. 5 березня Максим Ємельяненко повідомив, що помітив ознаки підготови захоплення корвета, однак особовий склад до відбиття атаки готовий.
Зразу після захоплення корвета «Тернопіль» перейшов на бік Чорноморського Флоту Російської Федерації, та на даний час займає посаду помічника командира корабля на СКР «Питливий» ЧФ РФ, чим учинив державну зраду.